# Letytchiv
Letytchiv (en ukrainien : Летичів) ou Letitchev (en russe : Летичев ; en polonais : Latyczów) est une commune urbaine de l'oblast de Khmelnytskyï, dans l'ouest de l'Ukraine. Sa population s'élevait à 10 183 habitants en 2021.

## Géographie
Letytchiv est situé à 46 km — 51 km par la route — à l'est de Khmelnytskyï et à 18 km — 33 km par la route — au nord-est de Derajnia.

## Histoire

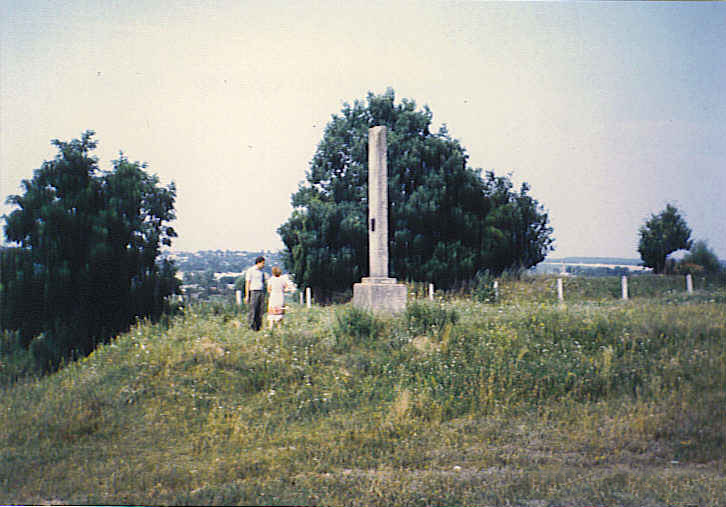
À cet endroit environ 7500 Juifs ont été assassinés par les nazis durant la Seconde Guerre mondiale.

Le village est connu pour ses heures sombres dans l'Histoire : lors de la Première Guerre mondiale, à la suite de la Révolution russe en 1917, il fut occupé par les troupes austro-hongroises et allemandes. En 1919-1922, il est le théâtre de nombreux pogroms lors de la guerre civile russe. La domination soviétique en 1922 contribua toutefois à moderniser le village. En 1924, Letytchiv fut élevé au rang de commune urbaine.
Pendant la Seconde Guerre mondiale, Letytchiv fut occupée par l'Allemagne nazie le 17 juillet 1941, peu de temps après le déclenchement de l'opération Barbarossa, et libérée par l'Armée rouge le 23 mars 1944. Un ghetto fut mis en place par les Allemands dans l'ancien château du village, les Juifs seront contraints aux travaux forcés à la construction d'une route. Lors de différentes exécutions de masse perpétrée par un Einsatzgruppen, 7 500 Juifs sont assassinés.

## Population
Recensements (*) ou estimations de la population :
| 1897* | 1923* | 1926* | 1959* | 1970* |
| ----- | ----- | ----- | ----- | ----- |
| 7 248 | 6 483 | 7 158 | 4 781 | 9 149 |

| 1979*  | 1989*  | 2001*  | 2012   | 2013   |
| ------ | ------ | ------ | ------ | ------ |
| 10 032 | 11 447 | 11 081 | 10 538 | 10 590 |

| 2021   | - | - | - | - |
| ------ | - | - | - | - |
| 10 183 | - | - | - | - |

## Personnalités liées
- Oustym Karmaliouk (1787-1835), hors-la-loi surnommé le Robin des bois ukrainien
- Mykola Bouratchek (1871-1942), peintre impressionniste ukrainien y est né